# 柳青 (篮球运动员)
柳青（1964年8月6日—），中国篮球运动员。她在1992年夏季奥林匹克运动会中，参加了女子篮球比赛并获得团体银牌。她还参加过1984年和1988年夏季奥林匹克运动会，分别获得铜牌和第六名。